# No me enseñaste
"No me enseñaste" é um dos mais bem sucedidos de singles de Thalía, até hoje, extraído do sétimo álbum de estúdio auto-intitulado (2002) de Thalía. Foi lançado como o segundo single na América, entretanto foi lançado como terceiro single na Europa.

## Mais informações
A música foi escrita por Estéfano e Julio Reyes e produzida por Estéfano. O videoclipe deste single foi dirigido por Antti Jokinen e filmado em Nova York, neste vídeo, Thalía canta com uma banda em uma garagem, e em algumas cenas ela canta na chuva. O vídeo foi transmitido pela primeira vez em agosto de 2002.

## Desempenho do gráfico
Na parada Billboard Hot Latin Tracks nos Estados Unidos, o single estreou no número 49 na semana de 24 de agosto de 2002, e subiu para o número um nove semanas depois, tornando-se o terceiro número um de Thalía consecutivo). "No me enseñaste" passou duas semanas na posição máxima, doze semanas não consecutivas no Top 10 e 28 semanas no chart.

## Listagens de faixas
CD single
1. "No me enseñaste" – 4:25
2. "No me enseñaste" [Marc Anthony Mix / Salsa Remix] – 4:30
3. "No me enseñaste" [Estéfano Mix / Dance Remix] – 4:18
4. "No me enseñaste" [Regional Version] – 3:05

## Desempenho nas tabelas musicais

### Posições
| Chart (2002)                                    | Maior Posição |
| ----------------------------------------------- | ------------- |
| Estados Unidos (Billboard Hot Latin Airplay)    | 1             |
| Estados Unidos (Billboard Hot Latin Songs)      | 1             |
| Estados Unidos (Latin Tropical/Salsa Airplay)   | 1             |
| Estados Unidos (Bubbling Under Hot 100 Singles) | 3             |